# Gratia, Teleorman
Gratia là một xã thuộc hạt Teleorman, România. Dân số thời điểm năm 2002 là 3087 người.